# Sebastião II do Congo
Sebastião II (Nascido Nanga kia Kunga) foi o manicongo do Reino do Congo entre 1762 e 1763 ou 1764. Pouco sabe-se sobre ele. 

## Biografia
O historiador John K. Thornton considera Sebastião II como Sebastião I, já que o chamado Sebastião I foi apenas um pretendente e governou a região de Quibango, nunca todo o reino. Outro com este nome, Sebastião II, teria sido apenas um pretendente na região de Lemba que sequer chegou a governar e foi rival político de João II. De qualquer modo, Sebastião é considerado III em ordem cronológica, II em ordem de sucessão e I de facto. 
Foi provavelmente membro da Casa de Quimpanzo ou de Quinzala, não se sabe ao certo. Ele foi o sucesso de António II ou Afonso IV e faleceu em 1763 ou 1764. 